# كيلين ماكوي
كيلين ماكوي (بالإنجليزية: Kellen McCoy)‏ مواليد 16 أبريل 1987 في نورمان، هو مدرب كرة سلة أمريكي ولاعب سابق. بدأ مسيرته الاحترافية في سنة 2009. يبلغ طوله 5 قدم 6 بوصة (1.7 م). اعتزل اللعب في 2011. لعب مع نادي فونباو لكرة السلة ونادي بوروس لكرة السلة.

## روابط خارجية
- كيلين ماكوي على موقع كرة السلة الأوروبية.كوم (الإنجليزية)
- كيلين ماكوي على موقع كلية كرة السلة في سبورتس رفرنس.كوم (الإنجليزية)
- كيلين ماكوي على موقع ريلجم (الإنجليزية)
- كيلين ماكوي على موقع بروبوليرز (الإنجليزية)